# Bahamas nos Jogos Olímpicos de Verão de 2016
Bahamas participou dos Jogos Olímpicos de Verão de 2016, que foram realizados na cidade do Rio de Janeiro, no Brasil, entre os dias 5 e 21 de agosto de 2016.
A atleta Shaunae Miller conquistou a medalha de ouro dos 400m rasos feminino do Atletismo em 16 de agosto de 2016, com a marca de 49.51 (melhor marca da temporada).

## Natação
| Atleta       | Prova       | Eliminatórias | Eliminatórias | Semifinal   | Semifinal   | Final       | Final       |
| Atleta       | Prova       | Tempo         | Pos.          | Tempo       | Pos.        | Tempo       | Pos.        |
| ------------ | ----------- | ------------- | ------------- | ----------- | ----------- | ----------- | ----------- |
| Dustin Tynes | 100 m peito | 1:03,71       | 44º           | Não avançou | Não avançou | Não avançou | Não avançou |